# Dialettica dell'illuminismo
Dialettica dell'illuminismo è un'opera filosofica di Max Horkheimer e Theodor Adorno del 1947.
L'opera è composta da una serie di saggi attraverso i quali gli autori espongono una critica radicale della società e del pensiero occidentale. 
Nell'ordine: 
1. Concetto di illuminismo[1]
2. Excursus I. Odisseo, o mito e illuminismo
3. Excursus II. Juliette, o illuminismo e morale
4. L'industria culturale. Quando l'illuminismo diventa mistificazione di massa
5. Elementi dell'antisemitismo. Limiti dell'illuminismo
6. Appunti e schizzi

Il filo conduttore è la riflessione sulla regressione che il processo di sviluppo della storia ha compiuto, rispetto a quanto previsto e posto in essere dall'Illuminismo.

## Chiavi di lettura
L'illuminismo, secondo i due autori, difese e propugnò l'autodeterminazione razionale degli individui, ma finì con l'imporre al mondo una razionalità scientifica in grado di neutralizzare, se non di impedire, la stessa libertà che rivendicava al soggetto. Questa ragione scientifica, basata sull'oggettivazione della realtà, si proponeva di dominare tutto il mondo della natura, allo scopo di un suo sfruttamento strumentale. Con lo sviluppo della tecnologia, anche l'uomo, la vita umana stessa, sono diventati oggetto di analisi a scopo di dominio e manipolazione. Di fatto, il progetto illuminista si è risolto nel suo opposto. Tra la ragione come facoltà della scienza e la ragione come facoltà della libertà si è così sviluppato un conflitto, con la vittoria della razionalità tecnocratica.
A differenza dei marxisti tradizionali, Horkheimer e Adorno credono che non sia tanto, e non sia più, la proprietà privata dei mezzi di produzione a generare nuove forme di schiavitù e servitù, ma al contrario sia, per così dire, la volontà di potenza iscritta nel codice genetico della ragione strumentale a generare l'appropriazione del mondo da parte di piccole élite. Non solo: ormai sarebbe dimostrato che l'abolizione della proprietà privata non ha portato ad alcuna liberazione. Dalla volontà di dominio possono sorgere, come nel comunismo sovietico, forme ancora più aberranti di oppressione storicamente espresse dalle società borghesi.
Secondo Horkheimer e Adorno, quindi, c'è una perfetta identità tra logica del dominio e logica illuministica. L'"Illuminismo" diventa così sinonimo di "pensiero borghese" ed il suo significato viene esteso a tutta la tradizione soggettivistica, da Cartesio a Bacone, ai suoi foschi scrittori (Machiavelli, Hobbes e Mandeville), fino a coinvolgere Kant. Il criticismo kantiano, secondo Horkheimer e Adorno, ha ridotto l'oggetto a semplice materiale caotico. La mente del soggetto assume così il compito di piegarlo al suo modo di vedere a priori. Se Kant non è che l'estrema consapevolezza del borghese, il positivismo di Comte, John Stuart Mill e Spencer è la sua definitiva consacrazione, mentre il pragmatismo americano non è altro che l'espressione di un efficientismo razionalizzante e privo di scrupoli (tema evidenziato nell'Eclisse della ragione, opera del solo Horkheimer).
L'illuminismo — che in origine si proponeva di rendere l'uomo meno timido e pauroso nei confronti della natura e dell'ignoto, del mito e delle superstizioni religiose — ha così liberato una sorta di mostruosità insita nell'uomo stesso, che si è scatenata prima nei confronti della natura, e poi nei confronti dei propri simili.
Tuttavia, proprio questa "follia" razionalistica si è risolta, in modo quasi hegeliano-marxiano, nella sua negazione: il dominatore si è fatto dominare dai suoi stessi strumenti, dai suoi servi e dalla sua praxis. Il borghese-illuminista — completamente scisso dalla natura e alienato dal suo tempo, quasi dimentico del fatto che alla base del suo fare e dell'essere homo faber c'era la ricerca di maggior piacere e più grandi vantaggi — si è imposto un'etica ed una disciplina rinunciataria, una forma di continua astinenza a favore dell'impegno e del lavoro, diventando così identico al suo strumento: l'operaio contemporaneo.
Metafora, invero profetica, di questa condizione alienata sarebbe il mitico Ulisse e l'Odissea la sua storia; in questa scelta forse vi sono più echi di Joyce che di Omero. L'allegoria dell'homo faber assimilato all'Ulisse che incontra le sirene è pregnante. Facendosi legare all'albero maestro, egli può sentire l'ammaliante richiamo della felicità e del sublime piacere senza divenirne schiavo. Questo segna la morte del mito.